# 5283 Pyrrhus
5283 Pyrrhus este o planetă minoră (asteroid), cu un diametru de 48,356 km, din Asteroid troian al lui Jupiter. A fost descoperită pe 31 ianuarie 1989 la Observatorul Palomar de Carolyn S. Shoemaker și a fost numită după Neoptolemus⁠(d). 
Obiectul prezintă o orbită caracterizată de o semiaxă mare de 5,2011403 UAi, o excentricitate de 0,149, o înclinație de 17,47717 ° în raport cu ecliptica.